# Phyllastrephus debilis
El bulbul chico (Phyllastrephus debilis) es una especie de ave paseriforme de la familia Pycnonotidae propia de África oriental.

## Taxonomía
El bulbul chico fue descrito científicamente por el zoólogo británico William Lutley Sclater, en 1899, dentro del género Xenocichla (un sinónimo de Bleda). Hasta 2009 se consideraba conespecífico del bulbul de las Usambara.
Se reconocen dos subespecies:
- P. d. rabai - Hartert y van Someren, 1921: se encuentra en el sureste de Kenia y el noreste de Tanzania;
- P. d. debilis - (Sclater, WL, 1899): se extiende desde el sureste de Tanzania hasta el extremo oriental de Zimbabue y el sur de Mozambique.

## Distribución y hábitat
Se encuentra en el este de África, desde el sureste de Kenia y el noreste de Tanzania hasta el sur de Mozambique. Se hábitat natural son los bosques húmedos tropicales de tierras bajas y las zonas de matorral húmedo.